# Lahe
Lahe är en kommun i Myanmar.   Den ligger i regionen Sagaingregionen, i den norra delen av landet, 700 km norr om huvudstaden Naypyidaw.